# Píšťanský luh
Píšťanský luh je přírodní rezervace v katastrálním území obce Píšťany v okrese Litoměřice v Ústeckém kraji. Nachází se v chráněné krajinné oblasti České středohoří, na pravém břehu Labe, na výběžku oddělujícím řeku a Žernosecké jezero. Tvoří jej komplex lesních a křovinných ekosystémů lužních lesů a mokřadních ekosystémů s příbřežní a vodní vegetací a výskytem velkého množství vzácných a chráněných druhů rostlin a živočichů.

## Historie
Území rezervace bývalo do čtyřicátých let devatenáctého století součástí řečiště. Dochovanou podobu získalo po usměrnění toku kamennou navigací a vybudováním střekovského zdymadla, jehož vzdutí dosahuje k hranici chráněného území. V letech 1952–1977 probíhala těžba štěrkopísku v prostoru Žernoseckého jezera, přičemž byla skrývka ukládána na výsypku, jejíž délka dosahuje 560 metrů, šířka 140 metrů a výška deset až patnáct metrů. Výsypka se nachází v ochranném pásmu rezervace.
Chráněné území vyhlásila Agentura ochrany přírody a krajiny ČR v kategorii přírodní rezervace s účinností od 22. října 2024.

## Přírodní poměry
Přírodní rezervace s rozlohou 19,36 hektaru leží v katastrálním území Píšťany. Nachází v nejsevernějším výběžku Dolnooharské tabule. Území je součástí evropsky významné lokality Porta Bohemica a chráněné krajinné oblastí České středohoří. Tvoří ji přibližně tři kilometry dlouhý a 20–120 metrů široký pás lužních porostů.

### Abiotické poměry
Geologické podloží tvoří terasové uloženiny Labe: písky a štěrkopísky würmského glaciálu a holocenní naplaveniny s písčitými hlínami. V geomorfologickém členění Česka přírodní rezervace leží v Dolnooharské tabuli, v podcelku Terezínská kotlina a okrsku Bohušovická rovina. Nadmořská výška se pohybuje od 141 metrů u hladiny Labe do 155 metrů na výsypce bývalé pískovny.
Voda v Labi je v důsleku zemědělské a průmyslové činnosti silně znečištěná a vodní režim silně ovlivněn vodohospodářskými úpravami a zdymadly. Průměrný roční průtok v Litoměřicích dosahuje 296,6 m³/s. Celá rezervace leží v záplavovém území úrovně pětiletých povodní, při nichž průtok dosahuje 2210 m³/s. Pravidelné povodně udržují podmínky pro existenci měkkého luhu a spojení mezi hlavním a mrtvým ramenem Labe v severní části rezervace. Eutrofizované povodňové vody negativně ovlivňují bylinné patro, v němž tak převládá malé množství nitrofilních druhů rostlin. Malá nejzápadnější část rezervace leží na ostrově v hlavním korytu Labe.
V rámci Quittovy klasifikace podnebí se přírodní rezervace nachází v teplé oblasti T2. Průměrná roční teplota je 9–10 °C a průměrný roční úhrn srážek za období 1981–2010 dosahuje 500–550 milimetrů.

### Flóra
Ve stromovém patru převládají různé druhy vrb, např. vrba bílá (Salix alba), vrba načervenalá (Salix × fragilis), vrba košíkářská  (Salix viminalis) a vrba trojmužná (Salix triandra). Doplňují je topol černý (Populus nigra) a topol kanadský (Populus × canadensis), z nichž někteří jedinci mají odhadovaný věk přesahující sto let.
V bylinném patru během vegetační sezóny dominuje kopřiva dvoudomá (Urtica dioica) a svízel přítula (Galium aparine). Na území rostou invazní druhy jako netýkavka žláznatá (Impatiens glandulifera) a javor jasanolistý (Acer negundo). Ke vzácnějším druhům rostlin v rezervaci patří bodlák nicí (Carduus nutans), drnavec lékařský (Parietaria officinalis), jilm vaz (Ulmus laevis), ostřice pobřežní (Carex riparia), tajnička rýžovitá (Leersia oryzoides) nebo pupkovec pomněnkový (Omphalodes scorpioides). V roce 2018 byl zaznamenán také krtičník křídlatý (Scrophularia umbrosa), řečanka přímořská (Najas marina) a stulík žlutý (Nuphar lutea).

### Houby
Prostor mezi korytem řeky a mrtvým ramenem je významný z mykologického hlediska. Nalezeny byly druhy hub jako šedopórka zakouřená (Bjerkandera fumosa), šupinovka zhoubná (Hemipholiota populnea), šupinovka zlatozávojná (Pholiota aurivella), houževnatec tygrovaný (Lentinus tigrinus) a vzácné druhy strmělka Houghtonova (Clitocybe houghtonii) a hlíva miskovitá (Pleurotus cornucopiae).

### Fauna
Početné zastoupení v rezervaci mají bezobratlí, z nichž bylo zaznamenáno 585 druhů motýlů a 417 druhů brouků. Mezi vzácné motýly na lokalitě patří například předivka vrbová (Yponomeuta rorellus), přástevník mařinkový (Watsonarctia casta) nebo batolec červený (Apatura ilia). Pozorován byl také ojedinělý výskyt silně ohrožené vážky klínatky rohaté (Ophiogomphus cecilia). Z brouků na lokalitě patří k ohroženým druhům chrobák ozbrojený (Odonteus armiger), nosorožík kapucínek (Oryctes nasicornis), prskavec menší (Brachinus explodens), svižník polní (Cicindela campestris), tesařík pižmový (Aromia moschata), zlatohlávek tmavý (Oxythyrea funesta) a silně ohrožený lesák rumělkový (Cucujus cinnaberinus).
Ostrůvky a jejich okolí poskytují vhodné životní podmínky pro vzácnější druhy měkkýšů jako je hrachovka obrácená (Pisidium supinum), okružanka říční (Sphaerium rivicola), škeblička plochá (Pseudanodonta complanata), velevrub nadmutý (Unio tumidus), uchatka široká (Radix ampla) a kriticky ohrožený velevrub malířský (Unio pictorum). U ostrova se ojediněle vyskytují ryby, například ohrožený jelec jesen (Leuciscus idus) nebo bolen dravý (Leuciscus aspius), hrouzek Belingův (Romanogobio belingi), ostroretka stěhovavá (Chondrostoma nasus) a parma obecná (Barbus barbus).
Z plazů se u hranice rezervace a v jejím ochranném pásmu roztroušeně objevuje ještěrka obecná (Lacerta agilis) a byla zaznamenána ojedinělá pozorování užovky obojkové (Natrix natrix). Na území žije několik druhů obojživelníků: populace několika desítek jedinců silně ohrožené ropuchy zelené (Bufotes viridis), dále ojediněle ropucha obecná (Bufo bufo), silně ohrožený skokan štíhlý (Rana dalmatina) a kriticky ohrožený skokan skřehotavý (Pelophylax ridibundus).
Biotopy rezervace představují hnízdiště řady druhů ptáků. Hnízdí zde krahujec obecný (Accipiter nisus), krutihlav obecný (Jynx torquilla), labuť velká (Cygnus olor), ledňáček říční (Alcedo atthis), morčák velký (Mergus merganser), slavík obecný (Luscinia megarhynchos), slípka zelenonohá (Gallinula chloropus), strakapoud malý (Dryobates minor), vrána černá (Corvus corone) a žluva hajní (Oriolus oriolus). Kromě hnízdících druhů se na lokalitě pravidelně objevují hohol severní (Bucephala clangula), jestřáb lesní (Astur gentilis), luňák červený (Milvus milvus), orel mořský (Haliaeetus albicilla), potápka malá (Tachybaptus ruficollis), racek chechtavý (Chroicocephalus ridibundus) a volavka popelavá (Ardea cinerea).
Na území rezervace jsou patrné pobytové příznaky (bobří hrad, okusy) výskytu bobra evropského (Castor fiber). Žije zde také několik druhů netopýrů: netopýr rezavý (Nyctalus noctula), netopýr vodní (Myotis daubentonii), netopýr večerní (Eptesicus serotinus), netopýr hvízdavý (Pipistrellus pipistrellus), netopýr pestrý (Vespertilio murinus) a kriticky ohrožený netopýr velký (Myotis myotis).

## Ochrana přírody
Předmětem ochrany je soubor několika ekosystémů:
- měkké luhy nížinných řek (56 % rozlohy)
- vrbové křoviny hlinitých a písčitých náplavů (4 % rozlohy)
- říční rákosiny (méně než 1 % rozlohy)
- vegetace vysokých ostřic (15 % rozlohy)
- bahnité říční náplavy (méně než 1 % rozlohy)
- makrofytní vegetace vodních toků, stanoviště s potenciálním výskytem vodních makrofytů nebo se zjevně přirozeným či přírodě blízkým charakterem koryta (7 % rozlohy).[16]

Cílem ochrany je zachování stanovišť, udržení jejich přirozeného vývoje a omezení výskytu invazních druhů.